# تشنارستان (همت أباد)
تشنارستان (بالفارسية: چنارستان) هي مستوطنة تقع في إيران في قسم همت أباد الريفي. يقدر عدد سكانها بـ 684 نسمة .